# 존 라일리 (배우)
존 라일리(John Reilly, 1936년 11월 11일 ~ 2021년 1월 9일)는 미국의 배우이다.

## 출연 작품

### 영화
- 그레이트 왈도 페퍼 (1975)
- 메인 이벤트 (1979, The Main Event)
- 고프 (1980, Gorp)
- 세기의 거래 (1983)
- Uncommon Valor (1983) - TV 영화
- 유쾌한 감방 (1985, Doin' Time)
- 사랑의 탈출 (1986, Touch and Go)

### 텔레비전
- 애즈 더 월드 턴즈 (1974-76)
- 코작 (1976)
- 명탐정 바나비 존즈 (1977)
- 원더우먼 (1978)
- 불타는 서부 (1978)
- 두 얼굴의 사나이 헐크 (1980)
- 사랑의 유람선 (1980)
- 떠돌이 부머 (1980-82)
- 형사 Q (1981)
- 부부 탐정 (1982)
- 아빠는 멋쟁이 (1982-83)
- 레밍턴 스틸 (1983)
- 댈러스 (1984)
- 다이너스티 (1984)
- 달리는 사이먼 (1984)
- Fallen Angels (1993)
- 닥터 슬론 (1996)
- 제너럴 호스피털 (1984-95, 2013)
- 베벌리힐스 아이들 (1997)